# Duitsland op het Eurovisiesongfestival 2015
Duitsland nam deel aan het Eurovisiesongfestival 2015 in Wenen, Oostenrijk. Het was de 59ste deelname van het land op het Eurovisiesongfestival. NDR was verantwoordelijk voor de Duitse bijdrage van 2015.

## Selectieprocedure
Duitsland hield vast aan hetzelfde format dat een jaar eerder werd geïntroduceerd. In totaal zouden acht artiesten deelnemen aan de nationale finale. Zeven van hen werden uitgenodigd door NDR. Het ging hier om Alexa Feser, Andreas Kümmert, Fahrenhaidt, Faun, Laing, Mrs. Greenbird en Noize Generation. De achtste deelnemer, Ann Sophie, werd op 19 februari verkozen tijdens de finale van een talentenjacht die via YouTube liep.
Tijdens de nationale preselectie trad elke artiest met twee nummers aan. In de eerste ronde bracht elke artiest een eerste nummer. De beste vier gingen door naar de tweede stemronde. Daarin mochten ze hun tweede nummer brengen, waarna de televoters Andreas Kümmert en Ann Sophie doorstuurden naar de derde ronde. Toen Kümmert de finale won trok hij zich terug, waardoor Ann Sophie als Duitse inzending naar Wenen ging met het nummer Black smoke.
De Duitse nationale finale vond plaats in de TUI Arena in Hannover. De televoters bepaalden autonoom wie namens Duitsland naar het Eurovisiesongfestival mocht. Barbara Schöneberger was presentatrice van dienst, geassisteerd door Janin Reinhardt in de green room.

## Unser Song für Österreich

### Clubconcert

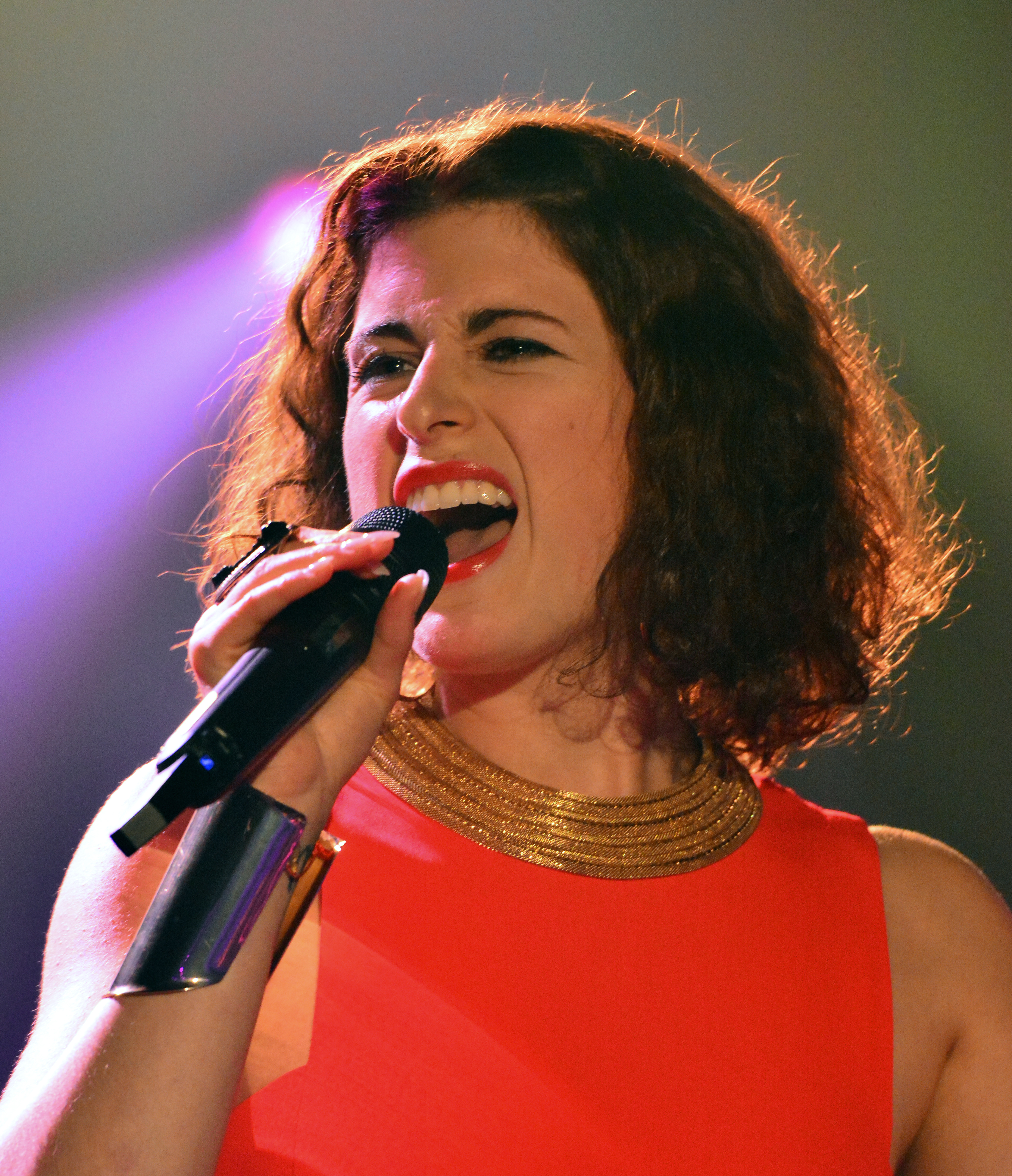
Ann Sophie

| Plaats | Artiest          | Lied          | Percentage |
| ------ | ---------------- | ------------- | ---------- |
| 1      | Ann Sophie       | Jump the gun  | 24,1       |
| 2      | Ason             | Hey you       | 18,1       |
| 3      | Moonjos          | Haggard heart | 12         |
| 4      | Klangpoet        | 4 u           | 11,6       |
| 5      | Sophie           | Imperfection  | 8          |
| 6      | Allison Bonnefoy | Burning down  | 7,5        |
| 7      | Aden Jaron       | We're on fire | 7,3        |
| 8      | Lars Pinkwart    | Tornado       | 5,7        |
| 9      | Sendi            | Battlefield   | 3,2        |
| 10     | Louisa           | Boomerang     | 2,5        |

### Finale

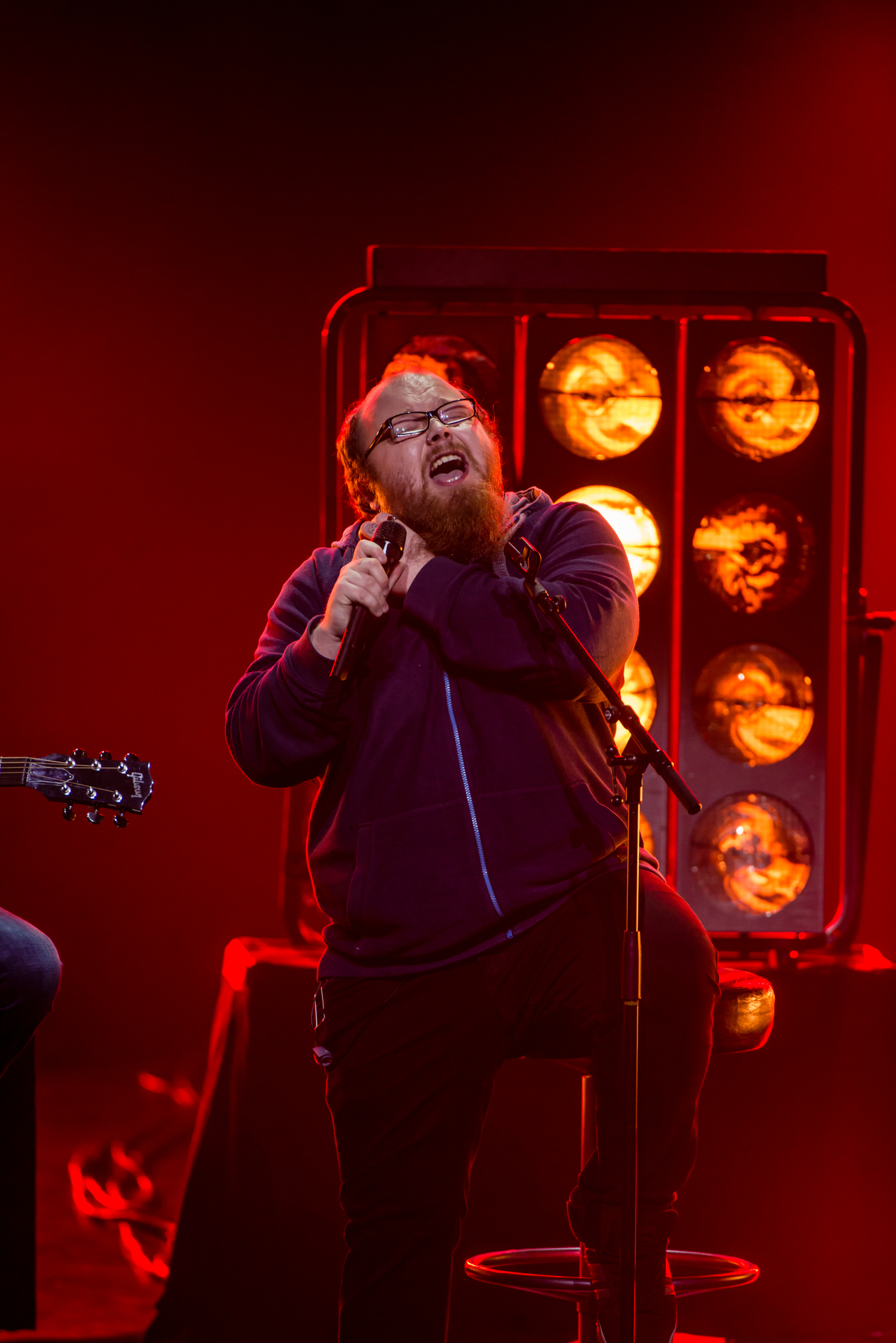
Andreas Kümmert

#### Deelnemers
| Volgorde | Artiest          | Eerste lied           | Tweede lied              |
| -------- | ---------------- | --------------------- | ------------------------ |
| 1        | Alexa Feser      | Glück                 | Das Gold von Morgen      |
| 2        | Andreas Kümmert  | Home is in my hands   | Heart of stone           |
| 3        | Fahrenhaidt      | Frozen silence        |                          |
| 4        | Faun             | Hörst du die Trommeln |                          |
| 5        | Laing            | Zeig deine Muskeln    | Wechselt die Beleuchtung |
| 6        | Mrs. Greenbird   | Shine shine shine     |                          |
| 7        | Noize Generation | A song for you        |                          |
| 8        | Ann Sophie       | Jump the gun          | Black smoke              |

#### Eerste ronde
| Volgorde | Artiest          | Lied                  |
| -------- | ---------------- | --------------------- |
| 1        | Mrs. Greenbird   | Shine, shine, shine   |
| 2        | Alexa Feser      | Glück                 |
| 3        | Faun             | Hörst du die Trommeln |
| 4        | Noize Generation | Song for you          |
| 5        | Ann Sophie       | Jump the gun          |
| 6        | Fahrenhaidt      | Frozen silence        |
| 7        | Laing:           | Zeig deine Muskeln    |
| 8        | Andreas Kümmert  | Home is in my hands   |

#### Tweede ronde
| Volgorde | Artiest         | Lied                     |
| -------- | --------------- | ------------------------ |
| 1        | Alexa Feser     | Das Gold von Morgen      |
| 2        | Ann Sophie      | Black smoke              |
| 3        | Laing           | Wechselt die Beleuchtung |
| 4        | Andreas Kümmert | Heart of stone           |

#### Derde ronde
| Plaats             | Artiest         | Lied           | Stemmen |
| ------------------ | --------------- | -------------- | ------- |
| 1 (teruggetrokken) | Andreas Kümmert | Heart of stone | 78,7%   |
| 2                  | Ann Sophie      | Black smoke    | 21,3%   |

## In Wenen

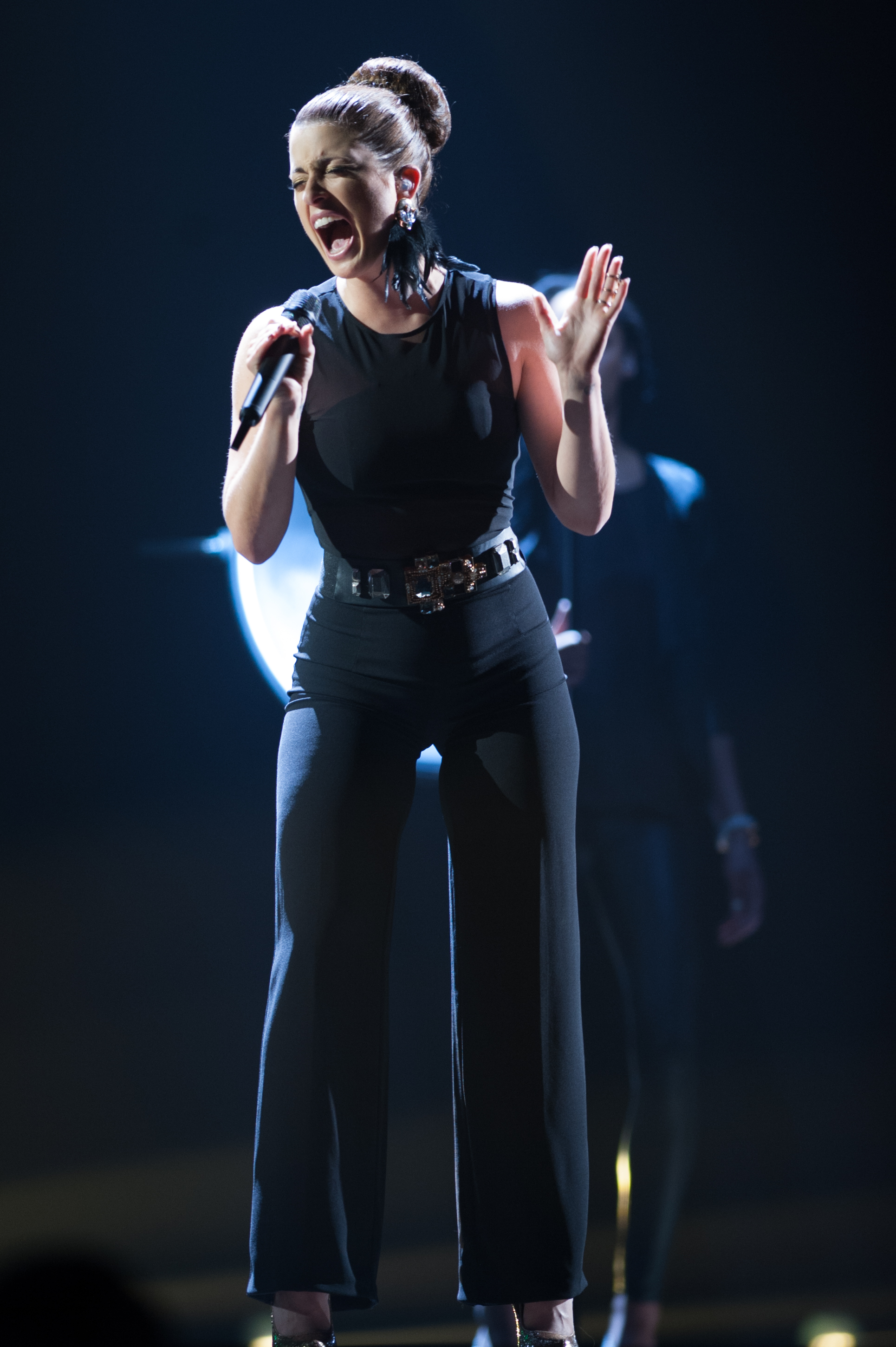
Ann Sophie tijdens het songfestival

Als lid van de vijf grote Eurovisielanden mocht Duitsland rechtstreeks deelnemen aan de grote finale, op zaterdag 23 mei 2015. In de finale trad Duitsland als zeventiende van de 27 acts aan, na Knez uit Montenegro en voor Monika Kuszyńska uit Polen. Duitsland eindigde als 27ste en laatste met 0 punten.